# Amt Wittenberg

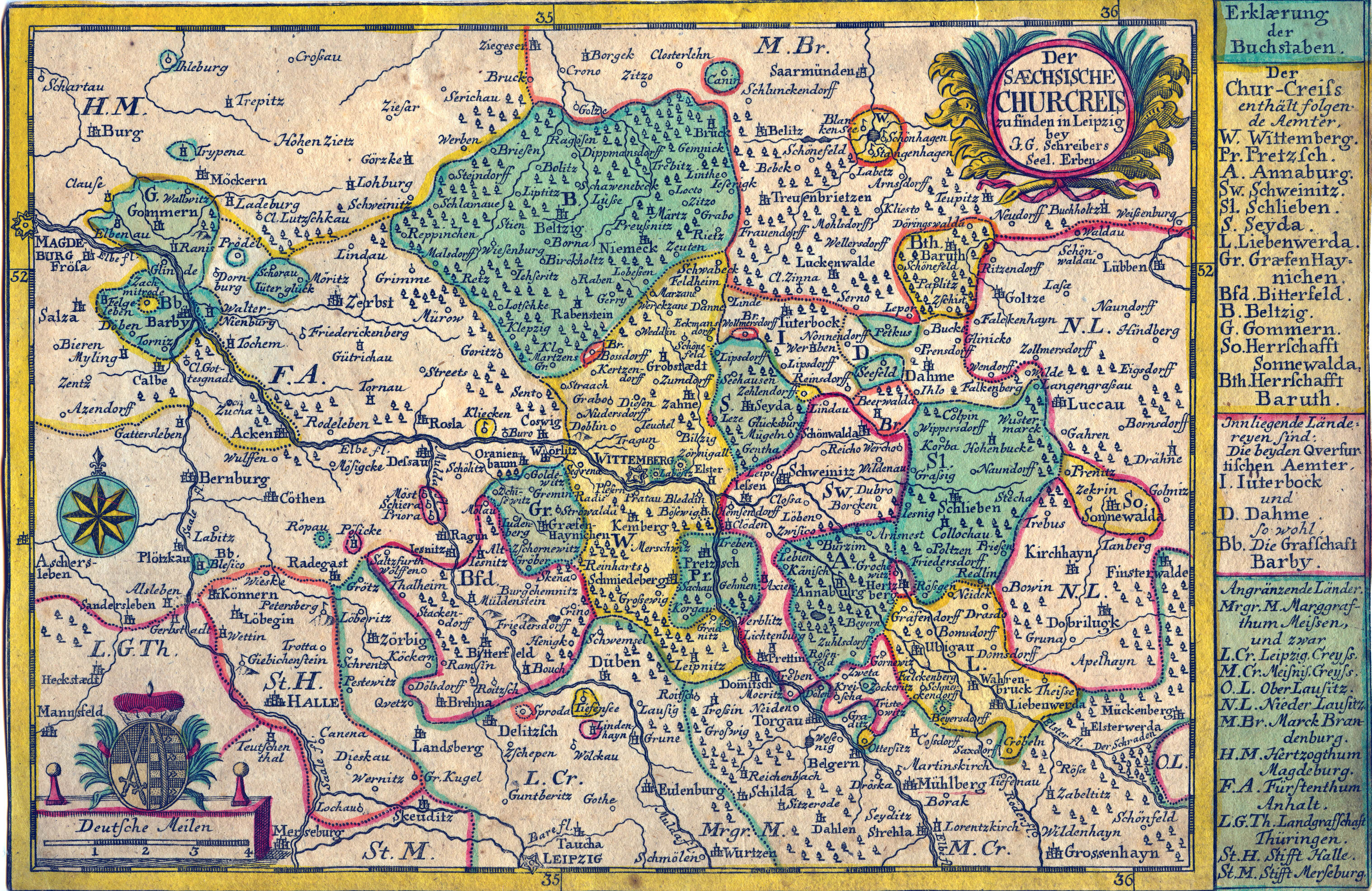
Der Kurkreis nach Schreiber mit dem Amt Wittenberg

Das Amt Wittenberg, später auch Kreisamt Wittenberg war eine Verwaltungseinheit des 1806 in ein Königreich umgewandelten Kurfürstentum Sachsen und war dem Kurkreis angegliedert.
Bis zur Abtretung an Preußen 1815 bildete es als sächsisches Amt den räumlichen Bezugspunkt für die Einforderung landesherrlicher Abgaben und Frondienste, für Polizei, Rechtsprechung und Heeresfolge.

## Geographische Lage
Das Territorium des früheren Amtes Wittenberg ist heute auf die Bundesländer Brandenburg (nördlicher Teil des ehemals eigenständigen Amts Zahna) und Sachsen-Anhalt verteilt.
Zum Amt Wittenberg gehörten drei Exklaven. Die Exklave Blankensee mit zwei Orten (östlich von Beelitz) und die Exklave Zellendorf (östlich des Amts Seyda) gehören heute zum Land Brandenburg. Die Exklave Leipnitz mit 5 Orten (südlich des Amts Pretzsch an der Elbe) gehört heute zum Freistaat Sachsen.

## Angrenzende Verwaltungseinheiten
|                                    | Amt Belzig                                  | Mark Brandenburg Fürstentum Querfurt (Amt Jüterbog) |
| Fürstentum Anhalt                  | Kompassrose, die auf Nachbargemeinden zeigt | Amt Seyda und Amt Schweinitz                        |
| Amt Gräfenhainichen Amt Bitterfeld | Amt Düben                                   | Amt Pretzsch und Amt Torgau                         |

## Geschichte
Das Amt Wittenberg war ein Teil des askanischen Herzogtums und Kurfürstentums Sachsen. Nach dem Tod Albrecht IV. gelangte 1423 das gesamte Gebiet des Herzogtums Sachsen-Wittenberg an die wettinischen Markgrafen von Meißen. Zwischen 1486 und 1490 wurde das bisherige Amt Zahna und wahrscheinlich zeitgleich auch das alte Amt Trebitz mit Wittenberg vereinigt. Damit hatte das Amtsterritorium seinen endgültigen Umfang für die nächsten 320 Jahre erhalten.
Nach der Leipziger Teilung 1485 gehörte das Amt zur ernestinischen Linie der Wettiner. Seit der Niederlage der Ernestiner im Schmalkaldischen Krieg im Jahr 1547 war es im Besitz der Albertiner.
Als die albertinische Linie der Wettiner nach der Wittenberger Kapitulation die meisten Reichslehen der Ernestiner erhielt, wurde das Amt mit den anderen Gebieten des Herzogtums Sachsen und der Grafschaft Brehna im Kurkreis zusammengefasst, dessen Verwaltungszentrum die Residenz- und Amtsstadt Wittenberg war. Auf Befehl des Kurfürsten Moritz von Sachsen wurde 1550 ein neues zweibändiges Erbbuch des Amtes Wittenberg angelegt.
Ab dem 17. Jahrhundert bildete sich das Amt Wittenberg zum Kreisamt für den Kurkreis heraus (seit 1808 wird er amtlich Wittenberger Kreis genannt); so mussten die Steuern des Kurkreises fortan von den Schössern der anderen Ämter des Kreises an das Amt Wittenberg gebracht werden und von der Amtsstadt aus wurden kurfürstliche Mandate und Reskripte an die Schrift- und Amtssassen des Kurkreises versandt.
1815 fiel das gesamte Kreisamt Wittenberg auf Grund der Beschlüsse des Wiener Kongresses an das Königreich Preußen. Aus dem größten Teil des Amtsgebietes wurde der preußische Kreis Wittenberg innerhalb der Provinz Sachsen. Abgetrennt wurden 1818 nur kleinere Gebiete, insbesondere die Exklave Blankensee, die dem Kreis Jüterbog-Luckenwalde in der Provinz Brandenburg zugeteilt wurde.

## Zugehörige Orte
Der Kursächsische Ämteratlas 1790 verzeichnet folgende Orte im Amt Wittenberg
| - Abtsdorf - Apollensdorf - Ateritz - Bad Schmiedeberg - Bergwitz - Berkau - Bietegast - Blankensee (Exklave) - Bleddin (Teilbesitz mit Amt Schweinitz) - Bleesern - Blönsdorf - Bösewig - Boos - Braunsdorf - Bülzig - Dabrun - Dahlenberg (Teilbesitz) - Danna - Dietrichsdorf - Dobien - Dorna - Eckmannsdorf - Elster (Elbe) - Euper - Eutzsch - Feldheim - Gaditz - Gallin - Gielsdorf - Globig - Gniest - Grabo - Greudnitz - Großwig - Gommlo - Hohndorf | - Iserbegka - Jahmo - Kemberg - Kerzendorf - Klebitz - Kleinzerbst - Klitzschena - Köpnick - Kropstädt - Külso - Lammsdorf - Leipnitz (bei Dahlenberg) - Liesenitz (= Kropstädt) - Listerfehrda - Lubast - Mochau - Malitzsch - Marzahna - Mellnsdorf - Melzwig - Merkwitz - Meuro - Moschwig - Naderkau - Nudersdorf - Österitz - Ogkeln - Ottmannsdorf - Pannigkau - Pratau - Piesteritz - Proschwitz - Prühlitz - Rackith - Radis - Rahnsdorf | - Raßdorf - Reinharz - Reinsdorf - Reuden - Rötzsch - Rohrbeck, existiert nicht mehr - Rotta - Sackwitz - Schleesen - Schmiedeberg (Stadt) - Schmilkendorf - Schmögelsdorf - Schnellin - Schönefeld - Scholis - Schwabeck - Seegrehna - Selbitz - Splau - Stangenhagen (Exklave) - Straach - Teuchel - Thießen - Trajuhn - Trebitz - Uthausen - Wachsdorf - Wartenburg - Weddin - Wergzahna - Wiesigk - Wittenberg (Stadt) - Woltersdorf - Wüstemark - Zahna (Stadt) - Zallmsdorf - Zellendorf (Exklave) |

## Amtleute
- 1513 bis 1515 Anton von Niemeck, Amtmann
- 1646: Michael Schneider, Amtsschösser
- Caspar Sander († 1697), Oberamtmann
- 1731 bis 1739 Johann Benedict Carpzov, Amtmann
- 1802 Adolph Günther von Haugwitz, Amtshauptmann